# Leucania cirphidia
Leucania cirphidia là một loài bướm đêm trong họ Noctuidae.